# División de Honor femenina de balonmano 2024/25
Die División de Honor 2024/2025, auch Liga Guerreras Iberdrola 2024/2025 genannt, ist die 42. Austragung der División de Honor (deutsch: Ehrendivision), der höchsten Handball-Spielklasse für Frauen in Spanien. Der Verband RFEBM ist Ausrichter der insgesamt 68. spanischen Meisterschaft im Frauenhandball, die am 31. August 2024 begann. Meister wurde erneut Super Amara Bera Bera.

## Modus und Spielzeit
Der Austragungsmodus der Liga wurde gegenüber der Vorsaison etwas geändert. 14 Mannschaften spielen in der 1. Liga, in der ersten Phase spielen diese Teams in Hin- und Rückspielen jeder gegen jeden. Die letztplatzierte Mannschaft dieser ersten Phase steigt direkt ab.
Nach der ersten Phase schließt sich die Play-off-Phase um den Titel bzw. die Platzierungen an. Die noch in der Vorsaison praktizierte zehnminütige Verlängerung bei Punktgleichheit aus den beiden Spielen zwischen zwei Kontrahenten wurde zur Saison 2024/2025 durch das Kriterium der Tordifferenz ersetzt. Während Viertel- und Halbfinale in jeweils zwei Spielen (Hin- und Rückspiel) im K.O.-Modus ausgetragen werden, sind für das Finalspiel um die spanische Meisterschaft bis zu drei Spiele vorgesehen. In der Phase um den Titel spielen die Teams auf den Plätzen 1 bis 8.
Die Saison startete am 31. August 2024. Nach dem 9. Spieltag wurde wegen der Austragung der Europameisterschaft 2024 eine Spielpause vom 18. November bis 19. Dezember 2024 eingelegt.

## Saisonverlauf
Die Saison war in zwei Phasen unterteilt: Eine erste Phase mit je zwei Spielen jeder gegen jeden und eine zweite Phase mit den Spielen um die Meisterschaft und die Platzierungen sowie den Spielen um den Klassenerhalt.

### Erste Phase
In der ersten Phase der Saison traten die 14 Teams in Spielen Jeder gegen Jeden jeweils zweimal (heim und auswärts) gegeneinander an. Je nach Platzierung am Ende dieser Phase nahmen die Teams in Phase 2 an der Ermittlung des Meisters (Plätze 1 bis 8) oder an den Spielen um den Klassenerhalt (Plätze 10 bis 13) teil. Für das Team auf Platz 9 war die Saison nach der ersten Phase direkt beendet. Das Team auf Platz 14 stieg ab in die 2. Liga.
Mecalia Atlético Guardés sicherte sich mit dem Sieg gegen Costa del Sol Málaga am 23. Spieltag die Meisterschaft der ersten Phase und damit verbunden die Teilnahme an der EHF European League der Saison 2025/2026. Balonmano Zuazo Femenino stand nach dem 25. Spieltag als direkter Absteiger fest. Auf den Plätzen für die Play-down-Runde landeten Elda Prestigio, Grafometal La Rioja, Balonmano Morvedre und Motivemarket.com Gijón. Als neuntplatziertes Team war für Replasa Beti-Onak die Saison nach der ersten Phase beendet. An der zweiten Phase mit den Spielen um die Plätze 1 bis 8 nehmen die Teams Mecalia Atlético Guardés, Costa del Sol Málaga, Super Amara Bera Bera, Conservas Orbe Zendal Porriño, atticgo BM Elche, KH-7 Granollers, Rocasa Gran Canaria und Caja Rural Aula Valladolid teil.
| Pl.                                       | Verein                             | Sp. | S  | U | N  | Tore      | Diff. | Punkte  |
| ----------------------------------------- | ---------------------------------- | --- | -- | - | -- | --------- | ----- | ------- |
| 1.                                        | Mecalia Atlético Guardés (6.)      | 26  | 22 | 0 | 4  | 0671:5670 | +104  | 044:80  |
| 2.                                        | Costa del Sol Málaga (3.)          | 26  | 20 | 2 | 4  | 0693:5710 | +122  | 042:100 |
| 3.                                        | Super Amara Bera Bera (1.)         | 26  | 19 | 2 | 5  | 0758:6420 | +116  | 040:120 |
| 4.                                        | Conservas Orbe Zendal Porriño (4.) | 26  | 16 | 3 | 7  | 0649:6050 | +44   | 035:170 |
| 5.                                        | atticgo BM Elche (2.)              | 26  | 15 | 3 | 8  | 0603:5650 | +38   | 033:190 |
| 6.                                        | KH-7 Granollers (8.)               | 26  | 14 | 4 | 8  | 0712:6560 | +56   | 032:200 |
| 7.                                        | Rocasa Gran Canaria (9.)           | 26  | 12 | 6 | 8  | 0610:5730 | +37   | 030:220 |
| 8.                                        | Caja Rural Aula Valladolid (5.)    | 26  | 11 | 2 | 13 | 0676:7060 | −30   | 024:280 |
| 9.                                        | Replasa Beti-Onak (7.)             | 26  | 9  | 2 | 15 | 0618:6340 | −16   | 020:320 |
| 10.                                       | Elda Prestigio (11.)               | 26  | 8  | 3 | 15 | 0652:6930 | −41   | 019:330 |
| 11.                                       | Grafometal La Rioja (N)            | 26  | 6  | 2 | 18 | 0556:6130 | −57   | 014:380 |
| 12.                                       | Balonmano Morvedre (N)             | 26  | 5  | 2 | 19 | 0616:7240 | −108  | 012:400 |
| 13.                                       | Motivemarket.com Gijón (10.)       | 26  | 4  | 3 | 19 | 0511:6470 | −136  | 011:410 |
| 14.                                       | Balonmano Zuazo Femenino (N)       | 26  | 4  | 0 | 22 | 0594:7230 | −129  | 08:440  |
| Quelle: www.rfebm.com, Stand: 3. Mai 2025 |                                    |     |    |   |    |           |       |         |

Legende:

### Zweite Phase
Die zweite Phase der Spielzeit beinhaltete die Spiele um die Meisterschaft sowie die Spiele um den Klassenerhalt. Die Teams auf den Plätzen 1 bis 8 nach Abschluss der ersten Phase spielten in der zweiten Phase in K.O.-Runden um die Meisterschaft und die endgültige Platzierung, verbunden mit Startplätzen in den Wettbewerben der EHF. Die Teams auf den Plätzen 10 bis 13 traten in einer Gruppe nochmals gegeneinander an und spielten dabei um den Klassenerhalt.

#### Spiele um den Klassenerhalt
An den Spielen um den Klassenerhalt nahmen die Teams auf den Plätzen 10 bis 13 der ersten Phase teil: Elda Prestigio, Grafometal La Rioja, Balonmano Morvedre und Motivemarket.com Gijón. Sie spielen vom 10. bis zum 31. Mai 2025 Jeder gegen Jeden jeweils zweimal (heim und auswärts) gegeneinander, die in den Spielen in der ersten Phase gegeneinander erzielten Ergebnisse wurden in diese Runde mitgenommen. Somit hatte Elda zu Beginn der Runde 8 Punkte, Morvedre 7, La Rioja 5 und Gijón 4 Punkte. Elda sicherte sich am 4. Spieltag der Runde den Klassenerhalt. Gijón stand nach dem 5. Spieltag als zweiter Absteiger aus der Liga Guerreras fest.
| Pl.                                        | Verein                       | Sp. | S | U | N | Tore      | Diff. | Punkte  |
| ------------------------------------------ | ---------------------------- | --- | - | - | - | --------- | ----- | ------- |
| 1.                                         | Elda Prestigio (10.)         | 12  | 7 | 1 | 4 | 0293:2620 | +31   | 015:90  |
| 2.                                         | Grafometal La Rioja (11., N) | 12  | 6 | 2 | 4 | 0265:2480 | +17   | 014:100 |
| 3.                                         | Balonmano Morvedre (12., N)  | 12  | 3 | 5 | 4 | 0272:2860 | −14   | 011:130 |
| 4.                                         | Motivemarket.com Gijón (13.) | 12  | 3 | 2 | 7 | 0245:2790 | −34   | 08:160  |
| Quelle: www.rfebm.com, Stand: 31. Mai 2025 |                              |     |   |   |   |           |       |         |

Legende:

#### Spiele um die Plätze 1 bis 8
|  | Viertelfinale                 | Viertelfinale         | Viertelfinale |    |                          | Halbfinale | Halbfinale | Halbfinale |  |  | Finale | Finale | Finale |
|  |                               |                       |               |    |                          |            |            |            |  |  |        |        |        |
|  | Mecalia Atlético Guardés      | 28                    | 24            |    |                          |            |            |            |  |  |        |        |        |
|  | Caja Rural Aula Valladolid    | 34                    | 18            |    |                          |            |            |            |  |  |        |        |        |
|  | Caja Rural Aula Valladolid    | 34                    | 18            |    | Mecalia Atlético Guardés | 22         | 23         |            |  |  |        |        |        |
|  |                               |                       |               |    | Mecalia Atlético Guardés | 22         | 23         |            |  |  |        |        |        |
|  |                               | atticgo BM Elche      | 26            | 20 |                          |            |            |            |  |  |        |        |        |
|  | Conservas Orbe Zendal Porriño | atticgo BM Elche      | 26            | 20 | 21                       | 19         |            |            |  |  |        |        |        |
|  | Conservas Orbe Zendal Porriño |                       |               |    |                          | 19         |            |            |  |  |        |        |        |
|  | atticgo BM Elche              | 32                    | 30            |    |                          |            |            |            |  |  |        |        |        |
|  | atticgo BM Elche              | 32                    | 30            |    | atticgo BM Elche         | 19         | 24         |            |  |  |        |        |        |
|  |                               |                       |               |    |                          |            |            |            |  |  |        |        |        |
|  |                               | Super Amara Bera Bera | 28            | 26 |                          |            |            |            |  |  |        |        |        |
|  | Costa del Sol Málaga          | Super Amara Bera Bera | 28            | 26 | 20                       | 21         |            |            |  |  |        |        |        |
|  | Costa del Sol Málaga          |                       |               |    |                          | 21         |            |            |  |  |        |        |        |
|  | Rocasa Gran Canaria           | 21                    | 15            |    |                          |            |            |            |  |  |        |        |        |
|  | Rocasa Gran Canaria           | 21                    | 15            |    | Costa del Sol Málaga     | 24         | 20         |            |  |  |        |        |        |
|  |                               |                       |               |    | Costa del Sol Málaga     | 24         | 20         |            |  |  |        |        |        |
|  |                               | Super Amara Bera Bera | 27            | 24 |                          |            |            |            |  |  |        |        |        |
|  | Super Amara Bera Bera         | Super Amara Bera Bera | 27            | 24 | 34                       | 33         |            |            |  |  |        |        |        |
|  | Super Amara Bera Bera         |                       |               |    |                          |            |            |            |  |  |        |        |        |
|  | KH-7 Granollers               | 30                    | 33            |    |                          |            |            |            |  |  |        |        |        |

##### Viertelfinale
Im Viertelfinale im Mai 2025 spielten das Team auf Platz 8 der ersten Phase gegen das Team auf Platz 1 in Phase 1, Siebtplatzierter gegen Zweitplatzierter, Sechstplatzierter gegen Drittplatzierter und Fünftplatzierter gegen Viertplatzierter, wobei der Schlechtplatziertere der Phase 1 das Recht auf das erste Spiel in der heimischen Sporthalle hatte. Nach Hin- und Rückspiel kamen jeweils die Teams mit der höheren Punktzahl, bei Punktgleichheit das Team mit der besseren Gesamttorbilanz aus beiden Spielen, ggf. unter Beachtung der Auswärtstorregel, ins Halbfinale.
Die vier Hinspiele wurden am 7. Mai 2025 ausgetragen, drei Rückspiele am 10. Mai 2025. Das Rückspiel in O Porriño gegen atticgo BM Elche fand nicht am selben Tag wie die drei anderen des Viertelfinals statt, da Conservas Orbe Zendal Porriño am 10. Mai sein Hinspiel im Finale des EHF European Cups 2024/2025 bestritt.
In das Halbfinale kamen am 10. Mai 2025 die Teams Mecalia Atlético Guardés, Costa del Sol Málaga sowie Super Amara Bera Bera und am 14. Mai atticgo BM Elche. Zur besten Spielerin der Viertelfinalrunde wurde Kelly Rosa (RL, atticgo BM Elche) gewählt.
| Team                                              | Team                                                 | Hinspiel                              | Rückspiel                            | Punkte (Tore) | Anmerkungen |
| ------------------------------------------------- | ---------------------------------------------------- | ------------------------------------- | ------------------------------------ | ------------- | --- |
| Caja Rural Aula Valladolid (Platz 8 der 1. Phase) | Mecalia Atlético Guardés (Platz 1 der 1. Phase)      | 34:28 (17:11) Valladolid, 7. Mai 2025 | 18:24 (9:11) A Guarda, 10. Mai 2025  | 2:2 (52:52)   | In der Phase 1 trennten sich die beiden Teams 21:24 (in Valladolid) und 23:36 (in A Guarda). Aufgrund des Vorteils nach der Auswärtstorregel gewann Mecalia Atlético Guardés das Gesamtduell im Viertelfinale. |
| Rocasa Gran Canaria (Platz 7 der 1. Phase)        | Costa del Sol Málaga (Platz 2 der 1. Phase)          | 21:20 (12:8) Telde, 7. Mai 2025       | 15:21 (9:10) Málaga, 10. Mai 2025    | 2:2 (36:41)   | In der Phase 1 trennten sich die beiden Teams 23:29 (in Málaga) und 21:21 (in Telde). Costa del Sol Málaga zog aufgrund des besseren Torverhältnisses aus beiden Viertelfinalspielen ins Halbfinale ein.       |
| KH-7 Granollers (Platz 6 der 1. Phase)            | Super Amara Bera Bera (Platz 3 der 1. Phase)         | 30:34 (17:19) Granollers, 7. Mai 2025 | 33:33 (16:17) Donostia, 10. Mai 2025 | 1:3 (63:67)   | In der Phase 1 trennten sich die beiden Teams 29:31 (in Donostia) und 26:32 (in Granollers). Super Amara Bera Bera entschied das Gesamtduell für sich.                                                         |
| atticgo BM Elche (Platz 5 der 1. Phase)           | Conservas Orbe Zendal Porriño (Platz 4 der 1. Phase) | 32:21 (11:9) Elche, 7. Mai 2025       | 30:19 (18:7) O Porriño, 14. Mai 2025 | 4:0 (62:40)   | In der Phase 1 trennten sich die beiden Teams 19:20 (in O Porriño) und 21:16 (in Elche). atticgo BM Elche zog nach zwei Siegen im Viertelfinale ins Halbfinale ein.                                            |

##### Halbfinale
Im Halbfinale spielten die Sieger der Viertelfinalspiele, wobei jeweils der Bestplatzierte der ersten Phase das Recht auf das erste Spiel in der heimischen Sporthalle hat. Nach Hin- und Rückspiel kam das Team mit der höheren Punktzahl, bei Punktgleichheit das Team mit der besseren Gesamttorbilanz aus beiden Spielen ins Halbfinale.
Ins Finale zogen atticgo BM Elche und Super Amara Bera Bera ein. Zur besten Spielerin des Halbfinals wurde Lyndie Tchaptchet (KL, Bera Bera) gewählt.
| Team                  | Team                     | Hinspiel                            | Rückspiel                           | Punkte (Tore) | Anmerkungen |
| --------------------- | ------------------------ | ----------------------------------- | ----------------------------------- | ------------- | --- |
| Super Amara Bera Bera | Costa del Sol Málaga     | 27:24 (12:9) Donostia, 21. Mai 2025 | 24:20 (11:10) Málaga, 25. Mai 2025  | 4:0 (51:44)   | In der Phase 1 trennten sich die beiden Mannschaften 25:25 (in Donostia) und 23:24 (in Málaga). Super Amara Bera Bera gewann beide Halbfinalspiele und zog in das Finale ein.                            |
| atticgo BM Elche      | Mecalia Atlético Guardés | 26:22 (14:11) Elche, 21. Mai 2025   | 20:23 (9:10) A Guarda, 25. Mai 2025 | 2:2 (46:45)   | In Phase 1 der Liga trennten sich die beiden Teams 20:23 (in A Guarda) und 18:20 (in Elche). atticgo BM Elche zog aufgrund des besseren Torverhältnisses aus beiden Halbfinalspielen ins Halbfinale ein. |

##### Finale (Spiel um die Meisterschaft)
Im Finale spielten die beiden Sieger des Halbfinales gegeneinander im Modus best of three, wobei der Schlechtplatziertere der Phase 1 das Recht auf das erste Spiel in der heimischen Sporthalle hatte. Nach Hin- und Rückspiel ist das Team mit der höheren Punktzahl spanischer Meister.
Wie schon im Vorjahr wurde erneut Super Amara Bera Bera Meister.
| Team                  | Team             | Hinspiel                            | Rückspiel                         | Punkte (Tore) | Anmerkungen                                                                                  |
| --------------------- | ---------------- | ----------------------------------- | --------------------------------- | ------------- | -------------------------------------------------------------------------------------------- |
| Super Amara Bera Bera | atticgo BM Elche | 28:19 (13:9) Donostia, 28. Mai 2025 | 26:24 (14:12) Elche, 31. Mai 2025 | 4:0 (54:43)   | In Phase 1 der Liga trennten sich die beiden Teams 31:33 (in Elche) und 19:14 (in Donostia). |

Das Meisterteam

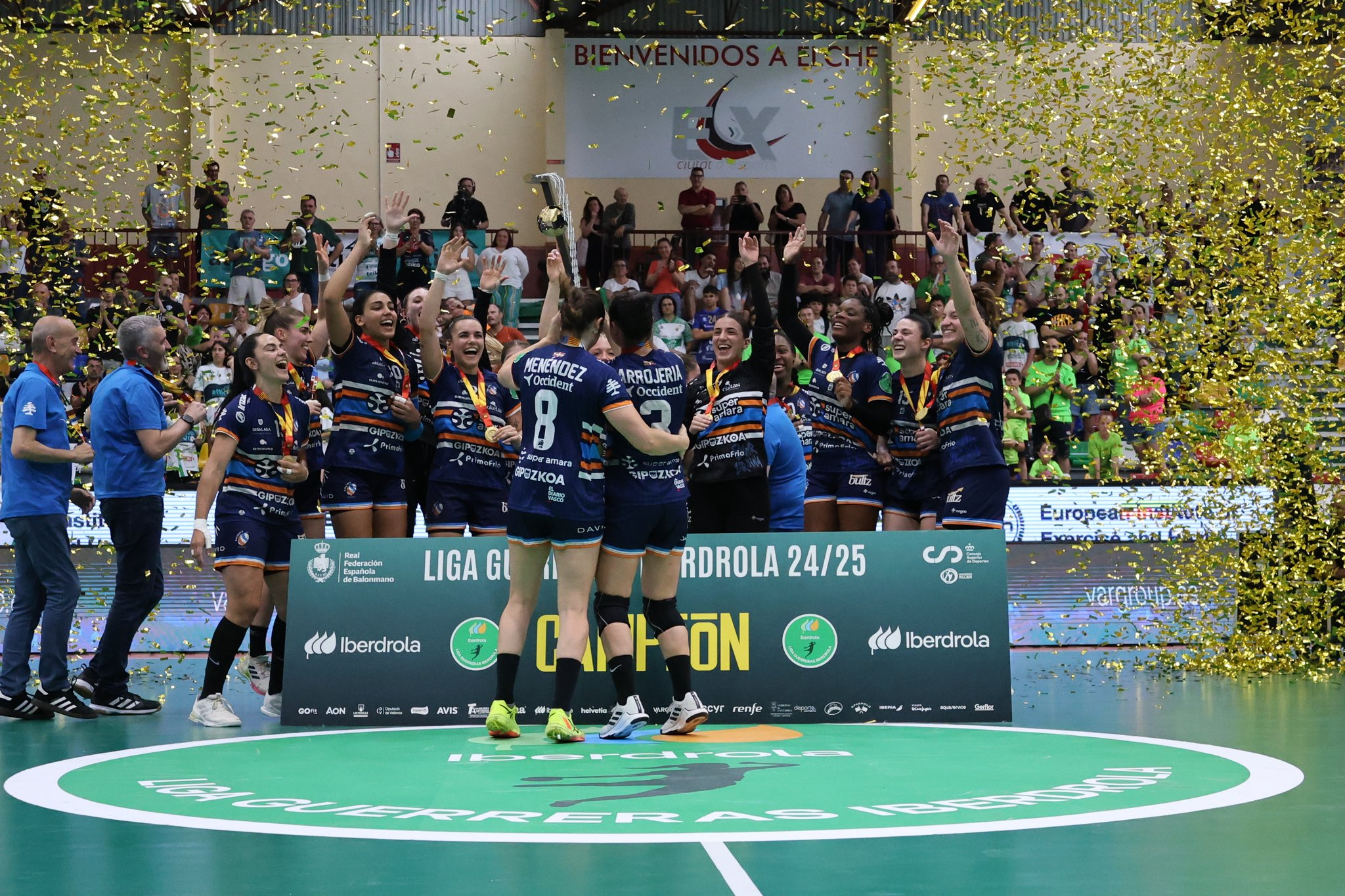
Die Mannschaft Bera Bera feiert den Gewinn der Meisterschaft

Elba Álvarez, Esther Arrojeria, Eszter Ogonovszky, Marie Louis, Alba Menéndez Martínez, Laura Hernández, Maitane Etxeberria, Elke Karsten, Lyndie Tchaptchet, Anne Erauskin, Micaela Rodrigues da Silva, Giuliana Gavilán, Tamara Kostić, Lucía Prades Ricondo und Carmen Arroyo; Trainer: Imanol Álvarez

## Internationale Startplätze
Aus der spanischen Meisterschaft sowie der Copa de la Reina der Saison 2024/2025 ergaben sich folgende Startplätze für die Vereinswettbewerbe der Europäischen Handballföderation (EHF):
- Mecalia Atlético Guardés als Meister der ersten Phase der Liga erhielt ein Startrecht in der Saison 2025/2026 der EHF European League.[3] Aus finanziellen Gründen verzichtete der Verein im Juli 2025 auf dieses Recht und beantragte ein Startrecht im EHF European Cup.[9]
- Costa del Sol Málaga erhielt einen Startplatz im EHF European Cup als Zweiter der ersten Phase. Durch den Verzicht von Mecalia Atlético Guardés könnte Costa del Sol Málaga dessen Startrecht in der EHF European League erhalten.[9]
- Super Amara Bera Bera erhielt einen europäischen Startplatz in der EHF European League durch den Gewinn der spanischen Meisterschaft.
- Replasa Beti Onak startet im europäischen Wettbewerb EHF European Cup als Finalist der Copa de la Reina, da Pokalsieger Bera Bera bereits durch den Gewinn der Meisterschaft einen Startplatz hat.

## Teams

### Vereine
14 Teams spielten in der Saison, die Liga war dafür um zwei Teams aufgestockt worden. Costa del Sol Málaga, Super Amara Bera Bera, Caja Rural Aula Valladolid, Mecalia Atl. Guardés, KH-7 Granollers, atticgo Balonmano Elche, Rocasa Gran Canaria, motive.co Gijón, Conservas Orbe Rubensa Porriño, Replasa Beti Onak, Elda Prestigio sowie die Aufsteiger aus der zweiten Liga Sporting La Rioja, Balonmano Morvedre und BM Zuazo tragen die Saison 2024/2025 aus. Titelverteidiger ist Super Amara Bera Bera.

### Kader
* Mecalia Atlético Guardés
África Sempere, Jazmín Mendoza, Blažka Hauptman, Cecilia Cacheda, María Palomo, Pauli Fernández, Elena Martínez, Míriam Sempere, Cristina Cifuentes, Carme Castro, Elena Amores, María Sancha, Estela Carrera, Ania Ramos, Itziar Martínez; Trainerin: Ana C. Seabra
* Caja Rural Aula Valladolid
Nerea Patiño, Jimena Laguna, Inoa Lucio, María O’Mullony, Carmen Sanz, Ángela Zurni, Alicia Robles, Lorena Téllez, Irene Botella, María Antón, Martina Romero, Marcela Arounian, Clara Gutiérrez, Savina Bergara, Noelia Paniagua, Adriana Alonso, Amaia González de Garibay, Vlaudia Moreno, Victoria Casado; Trainer: Salva Puig
* Super Amara Bera Bera
Elba Álvarez, Esther Arrojeria, Eszter Ogonovszky, Melinda Louis, Alba Menéndez, Laura Hernández, Maitane Etxeberria, Elke Karsten, Lyndie Tchaptchet, Anne Erauskin, Giuliana Gavilán, Tamara Kostić, Lucía Prades, Carmen Arroyo, Eider Tapia, Francisca Joao; Trainer: Imanol Álvarez
* Replasa Beti-Onak
Adriana Mallo, Kelly Fonkeng, Ayelén García, Eider Hernández, Luzia Zamora, Grasielly Pereira, Isabel Fernández-Agustí, Aileen Ripa, Olaia Luzuriaga, Macarena Sans, Almudena Gutiérrez, Libe Arruabarrena, Silvia Gil, Patricia Encinas, Ane Zalguizuri, Laida Urbitarte, Rocío Rojas, Estitxu Rodríguez, Valeska Lovera, Nerea Canas, Mariana Costa; Trainer: Miguel Etxeberria
* atticgo BM Elche
Marisol Carratú, Paula Agulló, Lisa Oppedal, Erika Vladu, Patricia Méndez, Azul Spinelli, María Carrillo, Daniela Aguado, Nicole Morales, Clara Gascó, María Flores, Zaira Benítez, Udane Bernabé, Esther Martín-Buró, Carmen Prelchi, Teresa Antón, Paola Bernabé, Vanessa Rubio, Kelly Rosa, Carmen Figueiredo, Noelia Solla; Trainer: Joaquín Rocamora
* Elda Prestigio
Meriem Ezbida, Lucía García, Gracia Duque, Lora Sarandeva, Virginia Fernández, Judith Giménez, Sol Azcune, Agda Rafaela, Luna Villaescusa, Joana Bolling, Sofía Rivadeneira, Anastasia Hvozd, Elena Cuadrado, María Rodrígue, Bea Escribano, Claudia Martínez, Paula Lluch, Aitana Pastor, Paula Molano; Trainer: Vanesa Amorós (bis 2/2025), José Miguel Cantos (2/2025), José Ignacio Prades (ab 2/2025)
* Motivemarket.com Gijón
Raquel Álvarez, Alba Nosti, Paloma Calvo, Silje Nielsen, Paula Valdivia, Laura Rivas, María González, Ana Carolina Resende, Aida Fernández, Débora Torreira, Lisa Chiagozie, Alicia Rodríguez, June Loidi, Vanesa Onyejiaku, Niurkis Mora, Daniela Jerónimo, Nayla de Andrés, Dorottya Zentai, Sandra Pascual, Carolina Silva; Trainer: Alfredo Rodríguez
* KH-7 Granollers
Nerea Güell, Ona Vila, Martina López Quer, Lea Kofler, Carla González, Claudia Girbau, Giulia Guarieiro, Alba Tort, Ester Somaza, Belén Rodríguez, Mariona Bruach, Goundo Gassama, Lucía Pérez Carbó, Paula Milagros, Ariana Portillo, María Hombrado, Kadidiatou Jallow, Cristina Polonio, Claudia Juan, Marta Mera, Júlia Nuez, Martina Capdevila, Naia López; Trainer: Robert Cuesta
* Grafometal La Rioja
Maitane Layárroz, Tatiana Lozano, Lorena Pérez, Yovanka Giménez, Blanca Benítez, Karolain Lewandowski, Alba Sánchez, Zahira Martín, Geandra Rodrigues, Érica Tavares, Paula Morales, Sara Molés, Mina Novovic, Lydia Blanco, Carla Rivas, Marina González, Karia Sidibe, Silvia Ederra, Andrea Loscos; Trainer: Juan José González Valle
* Costa del Sol Málaga

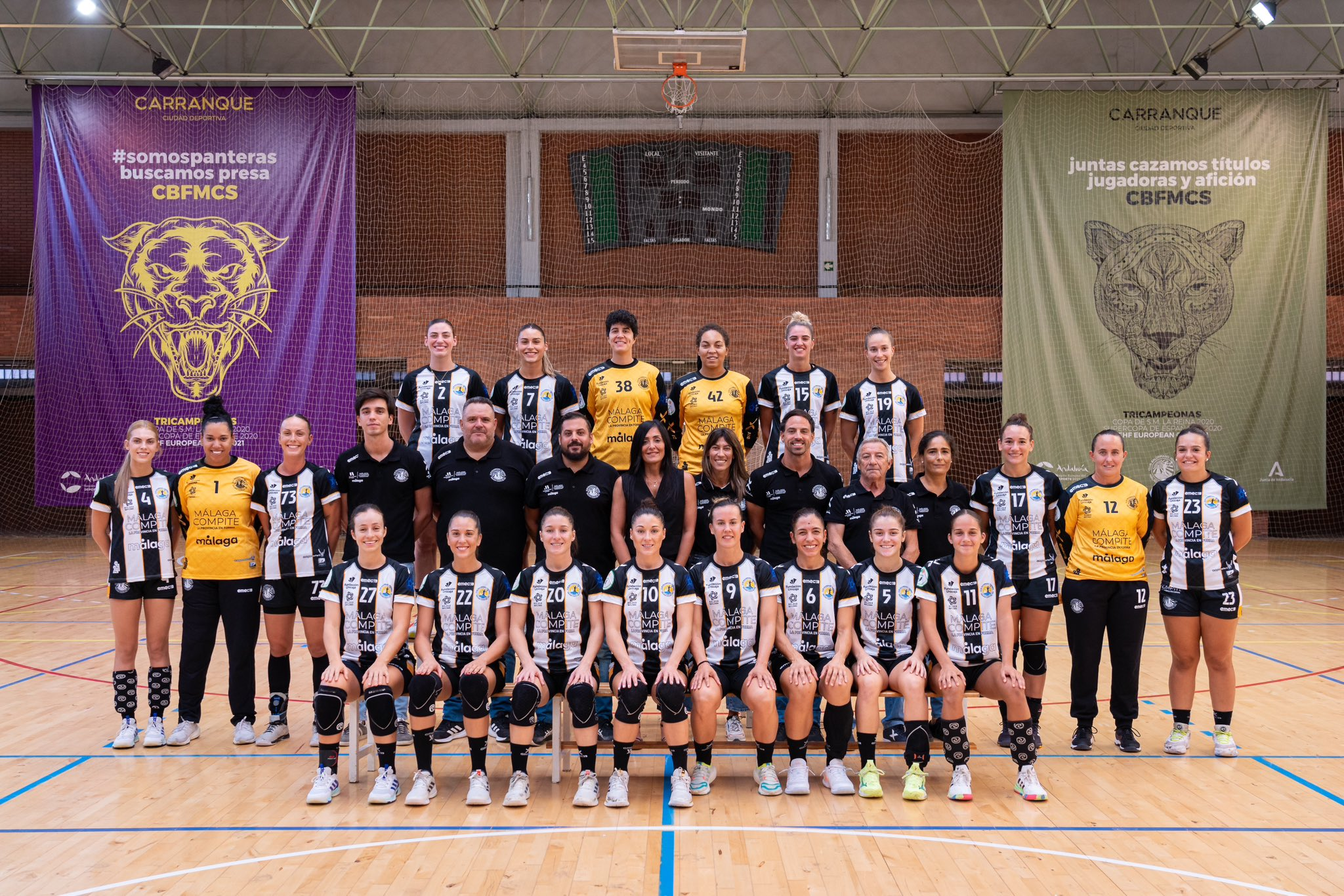
Costa del Sol Málaga (2024)

Alice Fernandes Silva, Gabriela Bitolo, Nayra Solís, Marta Regordán, Estela Doiro, Eli Cesáreo, Silvia Arderius, Sole López, Elena Valdivia, Sonora Solano, Estitxu Berasategi, Rocío Campigli, Patricia Lima, Espe López, Laura Sánchez, Bárbara Vela, Isabelle Medeiros, Mercedes Castellanos, Sofía Anorh, Joana Resende; Trainer: Suso Gallardo
* Balonmano Morvedre
Ángela Rodríguez, Andrea Asín, Ángela Alpuente, Martina Mazza, Celia Guilabert, Khadija Lafsahi, Remei Gallart, Isabela Rodrigues, Viki Zsembery, Alicia Torres, Paola Santos, María Pérez, Sara Palanqués, Paula García Locay, Mizuki Hosoe, Bianca María Caba, Carla Zalvez, Nayra García; Trainer: Manuel Etayo
* Conservas Orbe Zendal Porriño
Inma García, Ekaterina Zhukova, Carolina Bono, Micaela Casasola, Alicia Campo, Iria Benaches, Malena Valles, Ayelén Rosalez, Claudia Kaulback, Aitana Santomé, Ana Belén Palomino, Maider Barros, Sarai Samartín, Paulina Pérez Buforn, Aroa Fernández, Maddi Bengoetxea, Marta Martíne, Andrea Fernández, Daniela Moren, Lucia Laguna; Trainer: Ismael Martínez
* Rocasa Gran Canaria
Sabina Mínguez, Melania Falcón, Linnea Sundholm, Almudena Rodríguez, Martina Lang, Susana Martín, Larissa Nascimento, Lourdes Guerra, Rebeca López, Silvia Navarro, Jhennifer Lopes, Noemí Artiles, Carla Rebelles, María Cobo, María Zaldúa, Yassira Ramírez, Ana Medina, Eider Poles, Suhana Bayonas, Ana Paula Rodrigues; Trainer: Carlos Herrera
* Balonmano Zuazo Femenino
Lais Ferreira, Delfina Ojea, Laida Zaballa, Eider Polo, Izaro Saiz, Garoa Sarrionandia-Ibarra, Fiorella Corimberto, June Amilibia, Nerea Gil, Ane Valero, Ugazi Manterola, Maialen Orbañanos, Naia Puigbó, Raquel Moré, Izei Permach, Izone García; Trainer: Joseba Rodríguez

### Nationalitäten
Die Spielerinnen zum Start der Saison 2024/2025 kommen aus insgesamt 26 Ländern: 195 Spielerinnen aus Spanien, 18 aus Argentinien, 16 aus Brasilien, sechs aus Portugal, drei aus Ungarn, je zwei aus Chile, Kuba und Paraguay, je eine Spielerin kommt aus Uruguay, Finnland, Japan, Venezuela, Bulgarien, Schweden, Österreich, Bolivien, Serbien, Frankreich, Slowenien, Norwegen, Montenegro, Angola, Russland sowie aus der Dominikanischen Republik und der Schweiz.

## Statistiken

### Erfolgreichste Torwerferinnen der Phase 1
| Platz                                    | Spielerin              | Verein                     | Tore | Partien |
| 1.                                       | Martina Capdevila      | KH-7 Granollers            | 177  | 26      |
| 2.                                       | María Prieto O’Mullony | Caja Rural Aula Valladolid | 140  | 26      |
| 3.                                       | Agda Rafaela           | Elda Prestigio             | 118  | 26      |
| 4.                                       | Viktória Zsembery      | BM Morvedre                | 111  | 26      |
| 5.                                       | Ester Somaza Bosch     | KH-7 BM Granollers         | 109  | 24      |
| Quelle: www.frebm.com Stand: 3. Mai 2025 |                        |                            |      |         |

## Ehrungen

### Beste Spielerinnen (Guerrera Iberdrola)
Zur besten Spielerin in der Spielzeit 2024/2025 („Guerrera Iberdrola“) wurden gewählt:
| Erste Runde der Phase I - 1. Spieltag: Lorena Pérez (RR, Grafometal La Rioja) - 2. Spieltag: Patricia Encinas (TW, Replasa Beti-Onak) - 3. Spieltag: Eszter Ogonovszky (RL, Super Amara Bera Bera) - 4. Spieltag: Mina Novović (RL, Grafometal La Rioja) - 5. Spieltag: Olaia Luzuriaga (TW, Replasa Beti-Onak) - 6. Spieltag: Estela Doiro (RM, Costa del Sol Málaga) - 7. Spieltag: nicht vergeben - 8. Spieltag: Viktória Zsembery (RL, BM Morvedre) - 9. Spieltag: Marta Mera (TW, KH-7 Granollers) - 10. Spieltag: Cecilia Cacheda (RM, Mecalia Atlético Guardés) - 11. Spieltag: María Prieto (RR, Caja Rural Aula Cultural Valladolid) - 12. Spieltag: Geandra Rodrigues (TW, Grafometal La Rioja) - 13. Spieltag: Cecilia Cacheda (RM, Mecalia Atlético Guardés) |

| Zweite Runde der Phase I - 14. Spieltag: Belén Rodríguez (RL, KH-7 Granollers) - 15. Spieltag: Marta Mera (TW, KH-7 Granollers) - 16. Spieltag: Lourdes Guerra (TW, Rocasa Gran Canaria) - 17. Spieltag: Elena Amores Arcos (LA, Mecalia Atlético Guardés) - 18. Spieltag: Micaela Casasola (RL, Conservas Orbe Zendal Porriño) - 19. Spieltag: Maialen Orbañanos (RL, Zuazo Femenino) - 20. Spieltag: Nicole Morales (TW, atticgo Balonmano Elche) - 21. Spieltag: Nicole Morales (TW, atticgo Balonmano Elche) - 22. Spieltag: Miriam Sempere (TW, Mecalia Atlético Guardés) - 23. Spieltag: Olaia Luzuriaga (TW, Replasa Beti-Onak) - 24. Spieltag: Beatriz Escribano (RM, Elda Prestigio) - 25. Spieltag: Geandra Rodrigues (TW, Grafometal La Rioja) - 26. Spieltag: Olaia Luzuriaga (TW, Replasa Beti-Onak) |

| Phase II - Viertelfinale: Kelly Rosa (RL, atticgo BM Elche) - Halbfinale: Lyndie Tchaptchet |

### All-Star-Team
Für die Wahl in das All-Star-Team wurden folgende Spielerinnen vorgeschlagen:
- MVP: Esther Arrojeria (Super Amara Bera Bera) / Martina Capdevila (KH-7 BM. Granollers)
- Tor: Lucía Prades (Super Amara Bera Bera) / Míriam Sempere (Mecalia Atlético Guardés)
- Rückraum Mitte: Martina Capdevila (KH-7 BM. Granollers) / Elba Álvarez (Super Amara Bera Bera)
- Rückraum rechts: María O’Mullony (Caja Rural Aula Valladolid) / Estitxu Rodríguez (Replasa Beti-Onak)
- Rückraum links: Kelly Rosa (AtticGo BM. Elche) / Ester Somaza (KH-7 BM. Granollers)
- Rechtsaußen: Anne Erauskin (Super Amara Bera Bera) / Maitane Etxeberria (Super Amara Bera Bera)
- Linksaußen: Elena Amores (Super Amara Bera Bera) / Lisa Oppedal (AtticGo BM. Elche)
- Kreis: Lyndie Tchaptchet (Super Amara Bera Bera) / María Palomo (Mecalia Atlético Guardés)
- Trainer: Imanol Álvarez (Super Amara Bera Bera) / Ana Seabra (Mecalia Atlético Guardés)
- Verteidiger: Lyndie Tchaptchet (Super Amara Bera Bera) / Estitxu Berasategi (Costa del Sol Málaga)
- vielversprechender Nachwuchs: Belén Rodríguez (KH-7 BM. Granollers) / Maialen Orbañanos (Balonmano Zuazo Femenino)

Gewählt wurden in das All-Star-Team Lucía Prades, Martina Capdevila, Estitxu Rodríguez, Ester Somaza, Anne Erauskin, Elena Amores und Lyndie Tchaptchet. Imanol Álvarez wurde als bester Trainer, Lyndie Tchaptchet zur besten Verteidigerin und Belén Rodríguez zur besten Newcomerin gewählt. Zur MVP der Saison wurde Esther Arrojeria gewählt.